# Pierre Marini Bodho
Pour les articles homonymes, voir Marini.
Pierre Marini Bodho, né le 30 mars 1938 à Zeu dans la province Orientale, est un pasteur et homme politique de la République démocratique du Congo.

## Biographie
Pierre Marini Bodho est né le 30 mars 1938 dans la partie Nord-Est de la RDC. Il a fait ses études en théologie à l’Université libre du Congo et a obtenu une licence universitaire en 1970, puis a étudié à la Faculté de théologie protestante de Paris et a obtenu un doctorat en 1972 .

### Ministère
En 1978, il est devenu Président de la Communauté Évangélique au Centre de l'Afrique, puis Vice-Président de l’Église du Christ au Zaïre en 1979 .
De 1978 à 1979, il est le quatrième Directeur Général et premier congolais à diriger l'ISTB devenu USB, l’actuelle université Shalom de Bunia.
En 1998, il est devenu le deuxième président de l’Église du Christ au Congo après la présidence de Bokeleale,  jusqu’en 2017 . Il a ainsi été pasteur titulaire de la paroisse internationale protestante de Kinshasa (Cathédrale du Centenaire).
En 2017, il est devenu archevêque du Diocèse des Monts Bleus de l’Église AIC .

### Politique
En 2003, il est devenu président du Sénat de la RDC jusqu’en 2006.

### Vie privée
Il est marié, le 25 février 1957, à Charlotte Kabengi Ayenya (morte en juin 2013 à l’âge de 57 ans), et père de 7 enfants. En 2018, il s'est remarié à  Dr Constance Kutsch Lojenga, de nationalité néerlandaise.